# Сотниково (станция)
Со́тниково — железнодорожная станция на однопутной ветви Жилёво — Яганово Большого кольца Московской железной дороги в городском округе Ступино Московской области. Входит в Московско-Горьковский центр организации работы железнодорожных станций ДЦС-8 Московской дирекции управления движением. По основному характеру работы является промежуточной, по объёму работы отнесена к 5 классу.

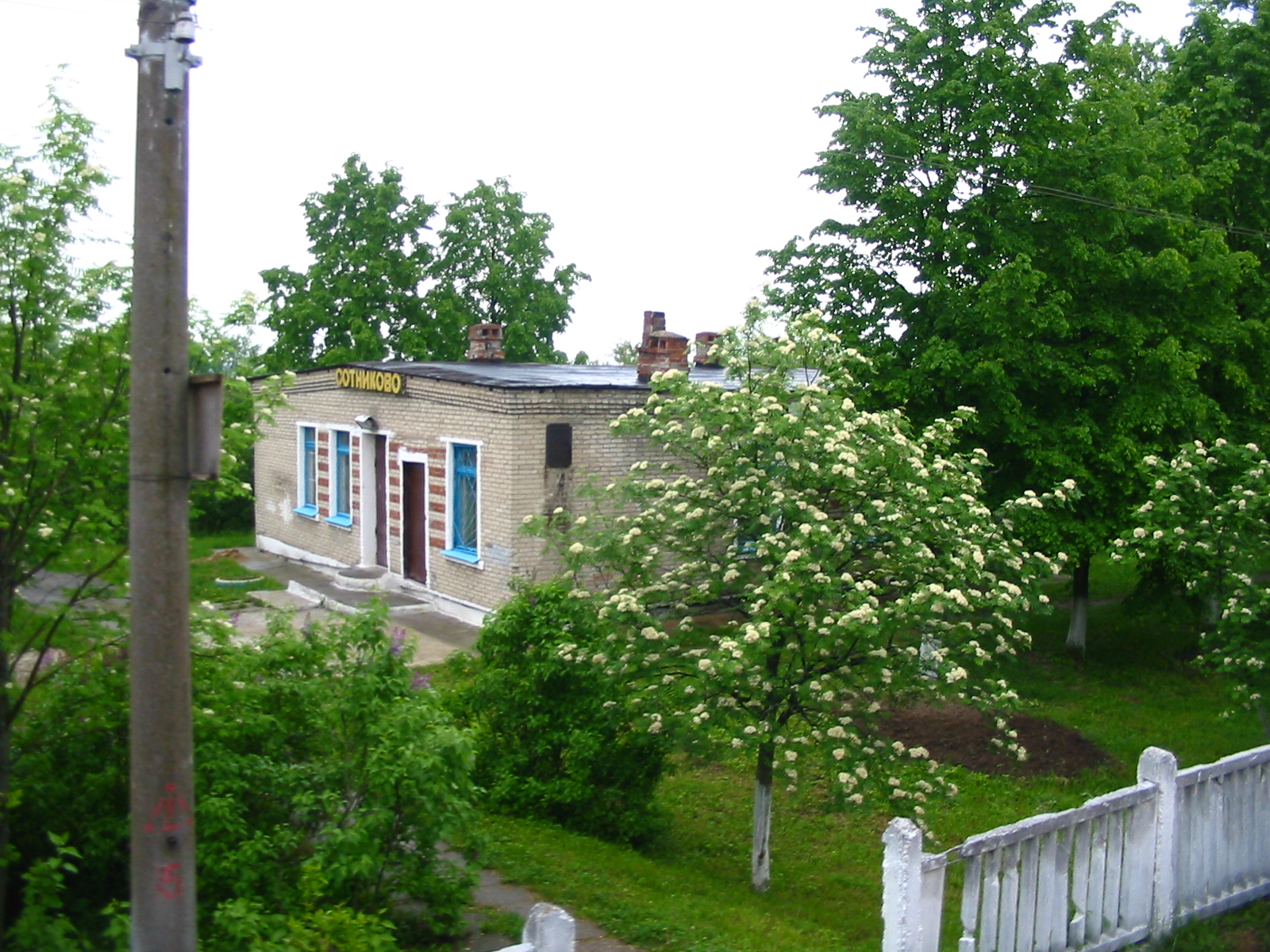
Здание станции Сотниково (2004)

Расположена в 88 км к юго-востоку от Москвы. Названа по находящейся к северо-востоку деревне Сотниково.
Всего на станции 3 пути (I главный путь южный, дополнительные пути № 3 и 2 к северу от него), здание вокзала к северу и пристанционные постройки, осуществляются операции приёма и выдачи мелких грузов. 
Для пригородных электропоездов одна длинная низкая боковая платформа у северного пути №2, рядом с вокзальными зданиями, западная часть этой платформы заброшена. К пути № I проложен настил и плита для выхода из одной двери при следовании электропоезда по пути № I.
В западной горловине станции находится железнодорожный переезд через автодорогу Ступино — Малино, которая также проходит вдоль станции с северной стороны в 250 метрах, выход к ней на северо-восток от платформы.